# Lao FF Cup 2020
Der Lao FF Cup 2020 war die 2. Saison in der vierten Ära eines Fußballwettbewerbs in Laos. Der Wettbewerb war auch unter dem Namen Commando LFF Cup 2020 bekannt. Das Turnier startete mit der Vorrunde am 5. September 2020 und endete mit dem Finale am 31. Oktober 2020. Titelverteidiger war der Lao Toyota FC.

## Termine
| Runde         | Datum                  |
| ------------- | ---------------------- |
| Vorrunde      | 5./6. September 2020   |
| 1. Runde      | 19./20. September 2020 |
| Viertelfinale | 17./18. Oktober 2020   |
| Halbfinale    | 24. Oktober 2020       |
| Finale        | 31. Oktober 2020       |

## Resultate und Begegnungen

### Vorrunde
| Datum             |                 | Ergebnis |                     |
| ----------------- | --------------- | -------- | ------------------- |
| 5. September 2020 | Trinity FC      | 0:3      | HBT 941 FC          |
| 5. September 2020 | Garuda 369 FC   | 2:0      | Vientiane United FC |
| 5. September 2020 | Lao Army FC     | 0:1      | Muanghat United FC  |
| 6. September 2020 | SEC United FC   | 0:7      | Lao-TOP             |
| 6. September 2020 | Quest United FC | 0:1      | STT FC              |
| 6. September 2020 | Began United FC | 3:6      | KPS FC              |

### 1. Runde
| Datum              |               | Ergebnis              |                    |
| ------------------ | ------------- | --------------------- | ------------------ |
| 19. September 2020 | KPS FC        | 0:2                   | Young Elephants FC |
| 19. September 2020 | Lao Police FC | 5:0                   | Vientiane Capital  |
| 19. September 2020 | Viengchanh FC | 2:4                   | Ezra FC            |
| 20. September 2020 | HBT 941 FC    | 2:1                   | STT FC             |
| 20. September 2020 | Vientiane FT  | 2:2 n. V. (2:4 i. E.) | Muanghat United FC |
| 20. September 2020 | Garuda 369 FC | 3:4                   | Master 7 FC        |

Freilos: Lao Toyota FC, Lao-TOP

### Viertelfinale
| Datum            |                    | Ergebnis |                    |
| ---------------- | ------------------ | -------- | ------------------ |
| 17. Oktober 2020 | Young Elephants FC | 4:3      | Lao Police FC      |
| 17. Oktober 2020 | Ezra FC            | 7:1      | Lao-TOP            |
| 18. Oktober 2020 | HBT 941 FC         | 2:5      | Muanghat United FC |
| 18. Oktober 2020 | Master 7 FC        | 0:2      | Lao Toyota FC      |

### Halbfinale
| Datum            |                    | Ergebnis              |               |
| ---------------- | ------------------ | --------------------- | ------------- |
| 24. Oktober 2020 | Young Elephants FC | 2:2 n. V. (5:4 i. E.) | Ezra FC       |
| 24. Oktober 2020 | Muanghat United FC | 2:0                   | Lao Toyota FC |

### Finale
| Datum            |                    | Ergebnis |                    |
| ---------------- | ------------------ | -------- | ------------------ |
| 31. Oktober 2020 | Young Elephants FC | 2:1      | Muanghat United FC |

#### Finalstatistik
| Paarung  | Young Elephants FC – Muanghat United FC                                          |
| Ergebnis | 2:1 (1:0)                                                                        |
| Datum    | 31. Oktober 2020                                                                 |
| Stadion  | Neues Nationalstadion von Laos, Vientiane                                        |
| Tore     | 1:0 Takumu Nishihara (7.) 1:1 Kitar Sisavadh (88.) 2:1 Takumu Nishihara (90.+3') |